# O Caso Homem-mulher
O Caso Homem-Mulher foi um episódio ocorrido no Rio de Janeiro em abril de 1875, envolvendo João, um jovem pardo que, vestido como mulher e identificando-se como Rosalina Maria da Conceição, trabalhava como empregada doméstica em diversas casas no Rio de Janeiro. O caso gerou grande repercussão na época, sendo amplamente noticiado pela imprensa brasileira e influenciando produções culturais da época, como peças de teatro.

## Contexto
Rosalina, nascida João, pessoa de cor parda, aproximadamente 22 anos, viveu boa parte de sua vida como mulher. Desde tenra idade, utilizava roupas femininas e adotava o nome Rosalina Maria da Conceição, sendo afilhada de "uma preta mina chamada Rosa", em Niterói. Rosalina também viveu na região de Araruama, onde conheceu "Bernardino de tal" e mais tarde, mudou-se com ele para o Rio de Janeiro, com quem conviveu por cerca de dois anos. Segundo o depoimento de Rosalina, Bernardino sempre soube que ela tinha nascido João. Durante esse período, Rosalina sofreu maus-tratos e decidiu se afastar.
Posteriormente, trabalhou como cozinheira para trabalhadores da estrada de ferro de Barra do Piraí e, em seguida, como empregada doméstica em diversas casas de família, sempre apresentando-se como mulher . Era descrito como tendo cabelos longos presos em tranças, voz afeminada, orelhas furadas e brincos, sem sinal de barba e postura natural e fluida em roupas femininas .

## Descoberta e Prisão
Rosalina foi presa em 17 de abril de 1875, na freguesia do Engenho Velho, enquanto trabalhava como criada na casa de uma família contratada por meio de uma agência de empregos na Rua da Uruguayana. Um menino da casa que a viu se despir, percebeu que ela utilizava pequenas almofadas de algodão para simular seios. O menino relatou o ocorrido ao pai, que chamou a polícia. O subdelegado Dr. Pinto Guedes foi o responsável pela prisão. 
Na delegacia, inicialmente tentou sustentar que era mulher de nascimento e apresentou como "prova" a alegação de ter sofrido um "mal sucesso" recentemente. No entanto, durante o interrogatório conduzido pelo 2º delegado, Rosalina confessou que de fato era homem e revelou detalhes de sua vida. Declarou que havia chegado ao Rio de Janeiro cerca de cinco anos antes, sempre como mulher e trabalhando como empregada doméstica em diversas casas.
Durante o interrogatório, foi observado que  em trajes masculinos, mostrava-se acanhado e desajeitado, contrastando com a naturalidade com que se movia quando usava roupas femininas. Esse detalhe chamou a atenção das autoridades e foi amplamente comentado nos jornais da época.

## Repercussão na Imprensa
O caso foi amplamente noticiado por jornais como o Diário do Rio de Janeiro, O Globo (1874) , Diário do Maranhão, o Diário da Bahia entre outros . A cobertura destacou o mistério em torno de sua identidade e especulou sobre possíveis motivações, como envolvimento em atividades criminosas. A imprensa também explorou aspectos sensacionalistas, reforçando preconceitos de gênero e raça.

## Influência Cultural
Em 1885, o caso inspirou duas peças de teatro de revista com a participação da maestrina Chiquinha Gonzaga. Entre elas, destaca-se A Mulher-Homem, representada no Teatro Santana, e O Casamento do Bilontra com a Mulher-Homem, apresentada no Teatro Príncipe Imperial. As peças exploravam o tema de forma humorística e consolidaram o gênero de teatro musicado popular no Brasil.

## Pessoas Envolvidas
- Rosalina Maria da Conceição: Jovem parda que viveu como mulher por boa parte da vida.
- Rosa: "Preta mina" de Niterói, madrinha de Rosalina.
- Bernardino: Companheiro de Rosalina por cerca de dois anos, durante os quais ela sofreu maus-tratos.
- Dr. Pinto Guedes: Subdelegado responsável pela prisão.

## Legado
O caso "Homem-Mulher" é considerado um exemplo da repressão e do preconceito enfrentados por pessoas que não se encaixavam nas normas de gênero na sociedade brasileira do século XIX. Ele também destaca a forma como a mídia da época tratava esses eventos, frequentemente com sensacionalismo e desprezo. O contraste entre o comportamento de Rosalina em trajes masculinos e femininos também ilustra a fluidez de identidade e a importância da expressão de gênero na construção da individualidade .

## Ligações Externas
- História de Chiquinha Gonzaga e o caso Rosalina
- Biblioteca Nacional do Brasil

1. ↑  Diário do Rio de Janeiro. "Homem-mulher", 18 de abril de 1875. Disponível em: [https://memoria.bn.gov.br/DocReader/DocReader.aspx?bib=094170_02&pesq=%22Rosalina%22%20%22engenho%20velho%22&pasta=ano%20187&pagfis=32973
]. Acesso em: 30 de novembro de 2024.
2. 1 2  Acervo Digital Chiquinha Gonzaga. "MULHER-HOMEM, da revista cômico-fantástica dos acontecimentos de 1885 A MULHER-HOMEM". Disponível em: . Acesso em: 30 de novembro de 2024.
3. 1 2 3 4  O Globo. "Trajo Mysterioso", 18 de abril de 1875. Disponível em: . Acesso em: 30 de novembro de 2024.
4. 1 2 3 4 5 6  Diário do Maranhão. "Homem-Mulher", 12 de maio de 1875. Disponível em: . Acesso em: 30 de novembro de 2024.
5. ↑  Diário do Rio de Janeiro. "Homem-Mulher", 20 de abril de 1875. Disponível em: . Acesso em: 30 de novembro de 2024.
6. 1 2  "Incorrigíveis, afeminados, desenfreados: Indumentária e travestismobna Bahia no século XIX" de Jocélio Teles dos Santosdo departamento de Antropologia da Universidade Federal da Bahia, 18 de abril de 1875. Disponível em: . Acesso em: 30 de novembro de 2024.